# Tabuaço
Tabuaço – miejscowość w Portugalii, leżąca w dystrykcie Viseu, w regionie Północ w podregionie Douro. Miejscowość jest siedzibą gminy o tej samej nazwie.

## Demografia
| Liczba ludności gminy Tabuaço (1801–2011) | Liczba ludności gminy Tabuaço (1801–2011) | Liczba ludności gminy Tabuaço (1801–2011) | Liczba ludności gminy Tabuaço (1801–2011) | Liczba ludności gminy Tabuaço (1801–2011) | Liczba ludności gminy Tabuaço (1801–2011) | Liczba ludności gminy Tabuaço (1801–2011) | Liczba ludności gminy Tabuaço (1801–2011) | Liczba ludności gminy Tabuaço (1801–2011) | Liczba ludności gminy Tabuaço (1801–2011) |
| ----------------------------------------- | ----------------------------------------- | ----------------------------------------- | ----------------------------------------- | ----------------------------------------- | ----------------------------------------- | ----------------------------------------- | ----------------------------------------- | ----------------------------------------- | ----------------------------------------- |
| 1801                                      | 1849                                      | 1900                                      | 1930                                      | 1960                                      | 1981                                      | 1991                                      | 2001                                      | 2004                                      | 2011                                      |
| 874                                       | 3 952                                     | 9 517                                     | 9 362                                     | 11 640                                    | 8 521                                     | 7 901                                     | 6 785                                     | 6 501                                     | 6 350                                     |

## Sołectwa
Sołectwa gminy Tabuaço (ludność wg stanu na 2011 r.)
- Adorigo – 397 osób
- Arcos – 233 osoby
- Barcos – 592 osoby
- Chavães – 385 osób
- Desejosa – 175 osób
- Granja do Tedo – 214 osób
- Granjinha – 57 osób
- Longa – 370 osób
- Paradela – 123 osoby
- Pereiro – 138 osób
- Pinheiros – 178 osób
- Santa Leocádia –118 osób
- Sendim – 705 osób
- Tabuaço – 1782 osób
- Távora – 374 osoby
- Vale de Figueira – 146 osób
- Valença do Douro – 363 osoby